# Billbergia kautskyana
Billbergia kautskyana är en gräsväxtart som beskrevs av Edmundo Pereira. Billbergia kautskyana ingår i släktet Billbergia och familjen Bromeliaceae. Inga underarter finns listade i Catalogue of Life.